# 하야시 오카기
하야시 오카기(林おかぎ, 1909년 9월 2일 ~  2025년 4월 26일)는 일본의 슈퍼센티네리언으로, 2024년 12월 29일 이토오카 토미코가 사망한 이후로 일본 최고령자가 되었다.
현재는 슬하 아들은 7명, 딸은 2명이며, 손주 22명, 증손주 39명이다.

## 같이 보기
- 최장수인

| 이전 이토오카 토미코 | 일본최고령자 2024년 12월 29일~ 2025년 4월 26일 | 이후 콘도 미네 |